# Biola, California
Biola, California (енгл. Biola) насељено је место без административног статуса у америчкој савезној држави Калифорнија.

## Демографија
По попису из 2010. године број становника је 1.623, што је 586 (56,5%) становника више него 2000. године.
| Група             | 2000.       | 2010.         |
| Белци             | 85 (8,2%)   | 90 (5,5%)     |
| Афроамериканци    | 1 (0,1%)    | 6 (0,4%)      |
| Азијати           | 58 (5,6%)   | 316 (19,5%)   |
| Хиспаноамериканци | 855 (82,4%) | 1.196 (73,7%) |
| Укупно            | 1.037       | 1.623         |